# Tinsberg
Tinsberg ist die Bezeichnung eines Stadtteils von Lüdenscheid und gehört zum statistischen Bezirk 04 (Tinsberg/Kluse) der Kreisstadt Lüdenscheid im westlichen Sauerland, Nordrhein-Westfalen. Speziell die Obertinsberger Straße, die Untertinsberger Straße, die Richardstraße, die Brüderstraße und Teile der Werdohler Straße sowie die umliegenden Straßenzüge werden zum Tinsberg gezählt. Nördlich des Tinsbergs schließt sich der Stadtteil Vogelberg an. Im Süden des Tinsbergs liegt der Stadtteil Kluse und im Westen der Stadtteil Grünewald, während sich im Osten die Stadtteile Eichholz und Honsel anschließen. Große Teile des Stadtteils Worth werden seit 2010 ebenfalls zum statistischen Bezirk 04 (Tinsberg/Kluse) gezählt.

## Bildungseinrichtungen

### Grundschule „Tinsberger Schule“
In der Obertinsberger Str. 16 befindet sich die Grundschule „Tinsberger Schule“. Von 1969 bis 1980 residierte in diesem Gebäude auch die Theodor-Heuss-Realschule. Da es jedoch massive Raumprobleme für die Realschule gab, wurde am Wefelshohl ein Neubau für die Schule errichtet. Dieser wurde am 5. Dezember 1980 feierlich eröffnet und seitdem wird das Gebäude der „Tinsberger Schule“ wieder größtenteils nur als Grundschule genutzt.

### Johanniter-Kindertagesstätte „Abenteuerland“
Seit Ende 2012 gab es Überlegungen, in einem Eckhaus an der Brüderstraße 41/43 eine Kindertagesstätte für die U3-Betreuung einzurichten.
Am Montag, den 21. Januar 2013, erschien ein Bericht in den Lüdenscheider Nachrichten, aus dem hervorging, dass der Verein Johanniter-Unfallhilfe, Regionalverband Südwestfalen, die Trägerschaft über die neue Kindertagesstätte „Brüderstraße“ übernehmen möchte. Zum Beginn des Kindergartenjahres am 1. August 2013 sollten in den beiden Gebäuden an der Brüderstraße 41/43 zwei Gruppen mit insgesamt 40 Plätzen entstehen. Davon sind 12 Plätze für die Betreuung von Kindern im Alter von unter drei Jahren. Aufgrund der bereits nicht weit entfernt im Innenstadtbereich bestehenden Kindertagesstätte „Mittelstraße“ der Johanniter, geht das Jugendamt der Stadt Lüdenscheid davon aus, dass dieser Träger auch in der Brüderstraße von der Wohnbevölkerung gut angenommen wird.
Daraufhin stimmte der Jugendhilfeausschuss der Verwaltungsvorlage am 29. Januar 2013 einhellig zu, dass der Verein Johanniter-Unfallhilfe, Regionalverband Südwestfalen, der Träger für die neue Kindertagesstätte an der Brüderstraße 41/43 sein wird.
Am Mittwoch, den 21. August 2013, wurde die neue Johanniter-Kindertagesstätte „Abenteuerland“ an der Brüderstraße 41/43 mit 35 Kindern eröffnet. Die offizielle Eröffnungsfeier folgte am 17. Oktober 2013 mit geladenen Gästen am Morgen und mit Eltern und Kindern am Nachmittag. Das besondere an der Johanniter-Kita „Abenteuerland“ ist, dass hier erstmals in Lüdenscheid ein Mehrfamilienhaus zu einer Kindertagesstätte umgebaut worden ist. Die zweigruppige Einrichtung erstreckt sich über drei Etagen und bietet Platz für 40 Kinder zwischen zwei und sechs Jahren. Laut den Johannitern gebe es großen Bedarf an einer wohnortnahen Kindertagesstätte im Stadtteil. Die Plätze seien sehr schnell vergeben gewesen, aktuell ständen zudem 14 Kinder auf der Warteliste für die U-3-Betreuung. Insgesamt gibt es in der neuen Kindertagesstätte Kinder aus elf Nationalitäten. Die multikulturelle Vielfalt soll auch als große Chance genutzt werden. Die Jungen und Mädchen könnten so bereits im frühesten Alter spielerisch Sprachen lernen und wichtige Erfahrungen im Umgang mit Menschen aus anderen Kulturkreisen sammeln. Das derzeitige Team der Kindertagesstätte besteht aus sechs pädagogischen Fachkräften und einer Bundesfreiwilligendienstlerin.

### Kindertagesstätte des Deutschen Roten Kreuzes (DRK)
Außerdem gibt es an der Obertinsberger Str. 46 eine Kindertagesstätte des Deutschen Roten Kreuzes (DRK). Die Kindertagesstätte bietet 50 Betreuungsplätze für Kinder im Alter von 3 Jahren bis zum Schuleintritt. Es gibt insgesamt zwei Stammgruppen mit je 25 Plätzen.

## Infrastruktur
Die Struktur des Stadtteils ist vor allem durch zahlreiche Mehrfamilienhäuser aus verschiedenen Bauepochen geprägt. Viele dieser Häuser wurden in den letzten Jahren aufwendig saniert. Neben den Wohnhäusern gibt es eine Reihe von größeren und kleineren Geschäften in dem Stadtteil. Besonders um den zentral gelegenen Bus- und Straßenknotenpunkt Kluser Platz gruppieren sich viele Einzelhandels- und Gastronomieeinrichtungen. Außerdem befinden sich eine Apotheke und mehrere Arztpraxen in dem Stadtteil.
Am Ende der Obertinsberger Straße befindet sich zudem eine Kleingartenanlage mit mehreren Parzellen. Der Großteil des Stadtteils ist trotz der damals gewachsenen Bebauung immer noch von sehr vielen Bäumen und Grünanlagen durchzogen.
In der Straße „Am Lehmberg“ befindet sich ein kleines Industrie- und Gewerbegebiet. Zwischen der Brüderstraße, der Altenaer Straße und der Lennestraße haben die Stadtwerke Lüdenscheid vor wenigen Jahren einen repräsentativen Neubau errichtet. 
Am Ende der Brüderstraße besteht bereits seit einigen Jahrzehnten ein großer Vollsortimenter mit angeschlossenem Parkhaus. Vor einigen Jahren wurde dieses Gebäude durch einen neuen Betreiber komplett saniert und umgebaut.
Auf dem Spielplatz an der Richardstraße haben im Oktober 2012 bereits mehrere Anwohner die Initiative ergriffen und binnen weniger Stunden die Büsche zurückgeschnitten, Laub zusammengefegt, Hecken gestutzt und Müll beseitigt. Neben der schöneren Optik des Wohnumfeldes hatte die Aktion einen weiteren positiven Effekt: Der Zusammenhalt in der Nachbarschaft und die Solidarität untereinander sind durch das Projekt weiter gewachsen.

## Sehenswertes
Die unterschiedlichen Architekturstile des Stadtteils Tinsberg sowie die ausgedehnten Fußwege in dem Viertel laden zu Spaziergängen ein. 
Für Kinder gibt es einige neu gestaltete Spielplätze in dem Stadtteil.

## Verkehrsanbindung

### Bahnverkehr
In der Nähe des Tinsberg befindet sich der Bahnhof Lüdenscheid, der durch die Volmetal-Bahn eine stündliche Zugverbindung nach Schalksmühle, Hagen, Herdecke und Dortmund sicherstellt. 

### Busverkehr
Vom zentral gelegenen Busknotenpunkt „Kluser Platz“ verkehren zahlreiche innerstädtische und regionale Busverbindungen der Märkischen Verkehrsgesellschaft (MVG). 
Weitere wichtige Bushaltestellen in dem Stadtteil sind: „Vogelberger Weg“, „Elsa-Brändström-Straße“, „Worth“, „Kreuzweg“, „Brüderweg“, „Stadtwerke“ und „Brüderstraße“.

### Straßenverkehr
Die Anbindung an das Bundesautobahnnetz erfolgt über die Abfahrt Nr. 14 Lüdenscheid der Bundesautobahn 45. Diese führt Richtung Norden nach Hagen und Dortmund sowie in Richtung Süden nach Siegen, Wetzlar, Gießen und Frankfurt am Main. Alternativanschlussstellen sind die Abfahrten Nr. 13 Lüdenscheid-Nord und Nr. 15 Lüdenscheid-Süd der A 45. Auch die beiden Bundesstraßen B 54 und B 229 liegen in der Nähe des Tinsbergs und sind innerhalb weniger Fahrminuten gut erreichbar. Einige Parkplätze innerhalb des Tinsbergs sichern den Autofahrern Parkmöglichkeiten zu.